# Polymixis argillaceago
Polymixis argillaceago ist ein Schmetterling (Nachtfalter) aus der Familie der Eulenfalter (Noctuidae).

## Merkmale

### Falter
Mit einer Flügelspannweite von 34 bis 39 Millimetern zählen die Falter zu den mittelgroßen Eulenfaltern. Die Grundfärbung der relativ schmalen Vorderflügel zeigt zumeist gelbliche und rötliche Tönungen. Zuweilen treten auch grau gefärbte Exemplare auf. Kopf und Thorax sind wie die Flügel-Grundfarbe gefärbt. Nieren- und Ringmakel sind oftmals heller ausgefüllt. Bei den männlichen Faltern sind die Hinterflügel glänzend seidig weiß, bei den Weibchen grau gefärbt. Ein Mittelpunkt ist nicht vorhanden.

### Raupe
Jüngere Raupen haben eine grüne Färbung und zeigen einen auffälligen weißlichen Seitenstreifen. Nach der fünften Häutung nehmen sie eine bräunliche Farbe an.

### Ähnliche Arten
Gelblich und rötlich gefärbte Falter sind mit Polymixis subvenusta, Polymixis boursini und Polymixis xanthomista ssp. hadenina zu verwechseln. Bei den grau gefärbten Exemplaren besteht eine gewisse Ähnlichkeit zu Polymixis dubia, deren Vorderflügel jedoch kürzer und breiter sind.

## Synonyme
- Polia venusta Boisduval, 1829

## Verbreitung und Lebensraum
Die Art kommt in Südwesteuropa sowie in den Maghreb-Staaten vor. Sie bewohnt warme, trockene, offene Gebiete, beispielsweise mit Gebüsch bewachsene Graslandschaften. Das Höhenvorkommen reicht von NN bis zu 1400 Metern.

## Lebensweise
Die Falter sind nachtaktiv und leben in einer Generation in den Monaten September bis November. Sie besuchen sehr gerne künstliche Lichtquellen und Köder. Futterpflanzen der ab dem Spätherbst lebenden Raupen sind krautartige Pflanzen. Die Art überwintert als Raupe.